# ایست راکینگم (کارولینای شمالی)
ایست راکینگم (به انگلیسی: East Rockingham) شهری در ایالت کارولینای شمالی کشور ایالات متحده آمریکا است که جمعیت آن در سرشماری سال ۲۰۱۰ میلادی، ۳٬۷۳۶ نفر بوده‌است.